# France aux Jeux olympiques d'été de 1928
L'équipe de France olympique participe aux Jeux olympiques d'été de 1928 à Amsterdam. Elle y remporte vingt-et-une médailles : six en or, dix en argent et cinq en bronze, se situant à la septième place des nations au tableau des médailles. L'athlète Pierre Lewden est le porte-drapeau d'une délégation française comptant 231 sportifs (199 hommes et 32 femmes).

## Bilan général
| Place | Sport         | Médaille d'or, Jeux olympiques | Médaille d'argent, Jeux olympiques | Médaille de bronze, Jeux olympiques | Total |
| 1     | Escrime       | 2                              | 3                                  | 0                                   | 5     |
| 2     | Athlétisme    | 1                              | 1                                  | 1                                   | 3     |
| 2     | Haltérophilie | 1                              | 1                                  | 1                                   | 3     |
| 4     | Cyclisme      | 1                              | 0                                  | 0                                   | 1     |
| 4     | Voile         | 1                              | 0                                  | 0                                   | 1     |
| 6     | Equitation    | 0                              | 2                                  | 0                                   | 2     |
| 7     | Lutte         | 0                              | 1                                  | 2                                   | 3     |
| 8     | Aviron        | 0                              | 1                                  | 0                                   | 1     |
| 8     | Boxe          | 0                              | 1                                  | 0                                   | 1     |
| 10    | Water-polo    | 0                              | 0                                  | 1                                   | 1     |
| Total | Total         | 6                              | 10                                 | 5                                   | 21    |

## Liste des médaillés français

### Médailles d'or
| Sport              | Discipline   | Sportifs                                                                                       | Performance     |
| Médailles d'or : 6 |              |                                                                                                |                 |
| Athlétisme         | Marathon (H) | Ahmed Boughéra El Ouafi                                                                        | 2 h 32 min 57 s |
| Cyclisme sur piste | Vitesse (H)  | Roger Beaufrand                                                                                |                 |
| Escrime            | Fleuret (H)  | Lucien Gaudin                                                                                  |                 |
| Escrime            | Épée (H)     | Lucien Gaudin                                                                                  |                 |
| Haltérophilie      | 75 kg (H)    | Roger François                                                                                 |                 |
| Voile              | 8 m          | Jean Lesieur André Derrien Donatien Bouché Virginie Hériot André Lesauvage Carl de la Sablière |                 |

### Médailles d'argent
| Sport                   | Discipline              | Sportifs                                                                                  | Performance  |
| Médailles d'argent : 10 |                         |                                                                                           |              |
| Athlétisme              | 1 500 m (H)             | Jules Ladoumègue                                                                          | 3 min 53 s 8 |
| Aviron                  | Deux avec barreur (H)   | Armand Marcelle Édouard Marcelle Henri Préaux                                             |              |
| Boxe                    | 51 kg (H)               | Armand Apell                                                                              |              |
| Équitation              | Dressage                | Charles Marion                                                                            |              |
| Équitation              | Saut d’obstacles        | Pierre Bertran de Balanda                                                                 |              |
| Escrime                 | Épée (H)                | Georges Buchard                                                                           |              |
| Escrime                 | Fleuret par équipes (H) | Philippe Cattiau Roger Ducret André Labatut Raymond Flacher André Gaboriaud Lucien Gaudin |              |
| Escrime                 | Épée par équipes (H)    | Gaston Amson René Barbier Georges Buchard Emile Cornic Armand Massard Bernard Schmetz     |              |
| Haltérophilie           | 82,5 kg (H)             | Louis Hostin                                                                              |              |
| Lutte                   | Libre 66 kg (H)         | Charles Pacôme                                                                            |              |

### Médailles de bronze
| Sport                   | Discipline           | Sportifs | Performance |
| Médailles de bronze : 5 |                      | |             |
| Athlétisme              | Saut en hauteur (H)  | Claude Ménard | 1,91 m      |
| Haltérophilie           | 67,5 kg (H)          | Fernand Arnout |             |
| Lutte                   | Libre 87 kg (H)      | Henri Lefèbvre |             |
| Lutte                   | Libre + 87 kg (H)    | Edmond Dame |             |
| Water polo              | Équipe de France (H) | Émile Bulteel Henri Cuvelier Paul Dujardin Jules Keignaert Henri Padou Ernest Rogez Albert Thévenon Achille Tribouillet Albert Vandeplancke |             |

## Engagés français par sport

### Athlétisme
| Hommes            | Hommes | Femmes           | Femmes |
| ----------------- | --- | ---------------- | --- |
| 100 m             | Gilbert Auvergne : 1/4 de finale André Mourlon : 1/4 de finale André Cerbonney : 1/4 de finale André Dufau : séries            | 100 m            | Georgette Gagneux : 1/2 finale Marguerite Radideau : 1/2 finale Lucienne Velu : séries Yolande Plancke : séries |
| 200 m             | André Cerbonney : 1/4 de finale Maurice Degrelle : 1/4 de finale Jérôme Mannaert : 1/4 de finale André Mourlon : 1/4 de finale |                  | |
| 400 m             | René Féger : 1/2 finale Georges Krotoff : 1/2 finale Joseph Jackson : 1/4 de finale Georges Dupont : 1/4 de finale             |                  | |
| 800 m             | Séra Martin : 6e Jean Keller : 8e Georges Baraton : 1/2 finale René Féger : séries                                             | 800 m            | Marcelle Neveu : séries Sébastienne Guyot : séries                                                              |
| 1 500 m           | Jules Ladoumègue médaille d’argent · Jean Keller : 11e                                                                         |                  | |
| 5 000 m           | Roger Pelé : séries Lucien Duquesne : séries Seghir Beddari : séries                                                           |                  | |
| 10 000 m          | Robert Marchal : 11e Seghir Beddari : 16e Henri Lauvaux : abandon                                                              |                  | |
| Marathon          | Boughéra El Ouafi médaille d’or · Jean Gérault : 23e · Marcel Denis : 28e · Guillaume Tell : 29e                               |                  | |
| 110 m haies       | Robert Marchand : 1/2 finale Gabriel Sempé : 1/2 finale                                                                        |                  | |
| 400 m haies       | Roger Viel : 1/2 finale André Adelheim : séries Édouard Max-Robert : séries                                                    |                  | |
| 3 000 m steeple   | Henri Dartigues : 5e Lucien Duquesne, 6e                                                                                       |                  | |
| 4 × 100 m         | André Cerbonney, Gilbert Auvergne, André Dufau, André Mourlon, : finale 4e place                                               | 4 × 100 m        | Georgette Gagneux, Yolande Plancke, Marguerite Radideau, Lucienne Velu : finale 4e place                        |
| 4 × 400 m         | Georges Krotoff, Joseph Jackson, Georges Dupont, René Féger : finale 6e place                                                  |                  | |
| Lancer du poids   | Édouard Duhour : 11e Raoul Paoli, 18e                                                                                          |                  | |
| Lancer du disque  | Jules Noël : 22e Raoul Paoli : 29e                                                                                             | Lancer du disque | Lucienne Velu : qualifications                                                                                  |
| Lancer du javelot | Emmanuel Degland : 24e |                  | |
| Saut en hauteur   | Claude Ménard médaille de bronze · André Cherrier : 7e · Pierre Lewden : 7e                                                    | Saut en hauteur  | Hélène Bons : 11e Lucienne Laudré : 12e Évelyne Cloupet : 14e                                                   |
| Saut en longueur  | Charles Alzieu : 27e Jacques Flouret : 28e                                                                                     |                  | |
| Saut à la perche  | Pierre Ramadier : qualifications Robert Vintousky : qualifications                                                             |                  | |

### Aviron
| Hommes |
| --- |
| · Skiff - Victor Saurin Deux de couples - P. A. Robineau et Maurice Caplain Deux sans barreur - A. Pactat et Richard Guelpa Deux barré - Édouard Marcelle, Armand Marcelle et Henri Préaux médaille d’argent Quatre sans barreur - Émile Lecuirot, Louis Devillié, Albert Bonzano et Henri Bonzano Quatre barré - Jean Ruffier des Aimés, Henri Gatineau, Léon le Cornu, Georges Piot et Antoine Decours Huit barré - J. Vuillard, Marius Berthet, L. Jeandet, E. Jeandet, Charles Massonat, Frédéric Thonin, Joseph Berthet, M. Gervasoni et A. Margaillan |

### Boxe
| Hommes |
| --- |
| Mouches - 50,8 kg - Armand Apell médaille d’argent Coqs - 53,5 kg - Ernest Mignard, 9e Plumes - 57 kg - Georges Boireau, 5e Légers - 61 kg - Georges Carcagne, 9e Mi-moyens - 66,5 kg - Robert Galataud, 4e Moyens - 72,5 kg - Michel Langlet, 9e Mi-lourds - 79 kg - Robert Foquet, 9e Super-lourds + 79 kg - Georges Gardebois, 5e |

### Cyclisme
| Hommes |
| --- |
| Route Course en ligne hommes - André Aumerle, 8e - Louis Bessière, 22e - Octave Dayen, 23e - René Brossy, 52e Routes par équipes - André Aumerle, Louis Bessière, Octave Dayen, René Brossy, 7e · Piste Vitesse individuelle hommes - Roger Beaufrand médaille d’or Kilomètre hommes - Octave Dayen, 4e Tandem hommes - Hubert Guyard et Henri Lemoine, 5e Poursuite par équipes hommes - André Aumerle, Octave Dayen, René Brossy et André Trantoul 4e |

### Équitation
| Hommes |
| --- |
| · Dressage individuel - Charles Marion médaille d’argent - Robert Wallon, 7e - Pierre Danloux, 23e Dressage par équipes - Charles Marion, Robert Wallon et Pierre Danloux 4e Saut d'obstacles individuel - Pierre Bertran de Balanda médaille d’argent - Jacques Couderc de Fonlongue, 17e - Pierre Clavé, 26e Saut d'obstacles par équipes - Pierre Bertran de Balanda, Jacques Couderc de Fonlongue et Pierre Clavé 4e Concours complet individuel - François Denis de Rivoyre, 18e - Henri Pernot du Breuil, 28e - E. M. Longin Spindler Concours complet par équipes - François Denis de Rivoyre, Henri Pernot du Breuil et E. M. Longin Spindler |

### Escrime
| Hommes | Femmes                                                            |
| --- | ----------------------------------------------------------------- |
| Fleuret hommes - Lucien Gaudin médaille d’or - Philippe Cattiau, 5e - Roger Ducret, 9e Fleuret masculin par équipes - Philippe Cattiau, Roger Ducret, André Labatut, Lucien Gaudin, Raymond Flacher et André Gaboriaud médaille d’argent · Épée hommes - Lucien Gaudin médaille d’or - Géo Buchard médaille d’argent - Armand Massard Épée masculine par équipes - Géo Buchard, Armand Massard, Gaston Amson, Émile Cornic, Bernard Schmetz et René Barbier médaille d’argent · Sabre hommes - Roger Ducret, 8e - Jean Lacroix, 10e - René Fristeau Sabre masculin par équipes - René Fristeau, Roger Ducret, Jean Lacroix, Maurice Taillandier, Jean Piot et Paul Oziol de Pignol, 5e | Fleuret féminin - Lucienne Prost - Marguerite Reuche - Oda Mahaut |

### Football
| Hommes |
| --- |
| L'équipe de France 9e - Alex Thépot - Alexandre Villaplane - Henri Pavillard - Augustin Chantrel - Jules Devaquez - Juste Brouzes - Marcel Domergue - Marcel Langiller - Paul Nicolas - Robert Dauphin - Urbain Wallet |

### Gymnastique
| Hommes | Femmes |
| --- | --- |
| Concours général individuel hommes - Armand Solbach 11e - Georges Leroux 17e - André Lemoine 23e - Jean Larrouy 29e - Étienne Schmitt 35e - Jean Gounot 39e - André Chatelain - Alfred Krauss Concours général par équipes hommes - Armand Solbach - Georges Leroux - André Lemoine - Jean Larrouy - Étienne Schmitt - Jean Gounot - André Chatelain - Alfred Krauss Saut hommes - Georges Leroux 6e - Étienne Schmitt 10e - Jean Larrouy 21e - Armand Solbach 36e - André Lemoine 37e - André Chatelain 63e - Jean Gounot 75e Barres parallèles hommes - André Lemoine 4e - Armand Solbach 12e - Georges Leroux 15e - Jean Larrouy 36e - Étienne Schmitt 41e - Jean Gounot 51e - André Chatelain 55e Barre fixe hommes - Armand Solbach 9e - Jean Gounot 14e - André Lemoine 16e - Georges Leroux 25e - Jean Larrouy 37e - André Chatelain 41e - Étienne Schmitt 45e Anneaux hommes - Armand Solbach 8e - Alfred Krauss 25e - André Lemoine 26e - André Chatelain 33e - Étienne Schmitt 41e - Jean Larrouy 46e - Jean Gounot 47e - Georges Leroux 49e Cheval d'arçons hommes - Georges Leroux 6e - Armand Solbach 14e - Jean Larrouy 15e - Jean Gounot 24e - Alfred Krauss 33e - Étienne Schmitt 34e - André Lemoine 41e - André Chatelain 68e | Concours général par équipes femmes 5e - Mathilde Bataille - Honorine Delescluse - Louise Delescluse - Galuëlle Dhont - Valentine Héméryck - Paulette Houtéer - Georgette Meulebroeck - Renée Oger - Antonie Straeteman - Jeanne Vanoverloop - Berthe Verstraete - Geneviève Vankiersbilck |

### Haltérophilie
| Hommes |
| --- |
| Plumes –60 kg - Henri Baudrand 7e - Henri Rivère 11e Légers 60–67,5 kg - Fernand Arnout médaille de bronze - Jules Meese 6e Moyens 67,5–75 kg - Roger François médaille d’or - Gaston le Pût 5e Mi-lourds 75–82,5 kg - Louis Hostin médaille d’argent - Pierre Vibert 7e Lourds +82,5 kg - Claudius Dutriève 9e - Marcel Dumoulin 10e |

### Hockey
| Hommes |
| --- |
| L'équipe de France 5e - Charles Six - Bernard Poussineau - Félix Grimonprez - Marcel Lachmann - Gaston Arlin - Guy Chevalier - Henri Peuchot - Jacques Rivière - Jacques Simon - Jean Robin - Maxime Lanet - Michel Petitdidier - Patrice Delévaque - Pierre Prieur - Robert Salarnier |

### Lutte
| Hommes |
| --- |
| Lutte gréco-romaine poids coq, -56 kg - Alphonse Aria 9e Lutte gréco-romaine poids plume, 58 - 62 kg - Roger Mollet 14e Lutte gréco-romaine poids légers, 62 – 67,5 kg - Paul Parisel 18e Lutte gréco-romaine poids moyens, 67,5 - 75 kg - Émile Poilvé 13e Lutte gréco-romaine poids mi-lourds, 75 – 82,5 kg - Émile Clody 8e Lutte gréco-romaine poids lourds, +82,5 kg - S. de Lanfranchi 11e Lutte libre poids coq, -56 kg - Michel Rozan 7e Lutte libre poids plume, 56 - 61 kg - René Rottenfluc 4e Lutte libre poids légers, 61 - 66 kg - Charles Pacôme médaille d’argent Lutte libre poids mi-moyens, 66 - 72 kg - Jean Jourlin 4e Lutte libre poids moyens, 72 - 79 kg - Hervé Deniel 8e Lutte libre poids mi-lourds, 79 - 87 kg - Henri Lefèbvre médaille de bronze Lutte libre poids lourds, +87 kg - Edmond Dame médaille de bronze |

### Natation
| Hommes | Femmes |
| --- | --- |
| 100 mètres nage libre hommes - Gustave Klein 400 mètres nage libre hommes - Albert Vandeplancke 1 500 mètres nage libre hommes - Jean Taris 4 × 200 mètres nage libre hommes - Philippe Tisson, Gustave Klein, Jean Taris et Albert Vandeplancke 100 mètres dos hommes - Émile Zeibig 200 mètres dos hommes - Léon Tallon - William Rozier Plongeon Tremplin à 3 mètres hommes - Maurice Lepage - Armand Billard Plongeon de haut-vol hommes - Eugène Lenormand - Armand Billard | 100 mètres nage libre dames - Marguerite Ledoux - Anne Dupire - Claire Horrent 400 mètres nage libre dames - Marguerite Ledoux - Georgina Roty 4 × 100 mètres nage libre dames - Bienna Pellegry, Anne Dupire, Marguerite Ledoux et Claire Horrent 5e - Georgina Roty 200 mètres dos dames - Alice Stoffel Plongeon Tremplin à 3 mètres hommes - Renée Cretté-Flavier |

 Water polo
| Hommes |
| --- |
| L'équipe de France médaille de bronze - Paul Dujardin - Jules Keignaert - Henri Padou - Émile Bulteel - Achille Tribouillet - Henri Cuvelier - Albert Vandeplancke - Ernest Rogez - Albert Thévenon |

### Pentathlon moderne
| Hommes                                                             |
| ------------------------------------------------------------------ |
| - Charles-Jean LeVavasseur 28e - Paul Coche 29e - André Crémon 33e |

### Voile
| Hommes |
| --- |
| Quillard deux équipiers (mixte) - Charles Laverne et Louis Pauly 14e 6 m JI (mixte) - Henri Allard, Jean Paul Rouanet, Philippe de Rothschild, Édouard Moussié et Robert Gufflet 8e 8 m JI (mixte) - Virginie Hériot, André Derrien, André Lesauvage, Carl de la Sablière, Donatien Bouché et Jean Lesieur médaille d’or |